# Cemento radicolare
Il cemento radicolare è una componente del comparto parodontale e costituisce uno dei quattro tessuti fondamentali delle parti molli che avvolgono il dente. 

## Descrizione
In corrispondenza del colletto dentale lo smalto si assottiglia fino a non essere più presente, lasciando la dentina della parte superiore della radice esposta a contatto con i tessuti molli della gengiva. Dopo Alcuni millimetri, scorrendo lungo la parete esterna del primo tratto della radice comincia a svilupparsi, dapprima molto sottile, uno strato protettivo di materiale duro e resistente alla scalfitura chiamato cemento radicale che è deputato al rivestimento della superficie esterna dell'intera radice dentale ed alla difesa dei tessuti più morbidi presenti all'interno dell'elemento dentale apicale dall'eventuale deterioramento che può comportare danni ed il progressivo consumo della componente dentinale. 
Il cemento radicolare si interrompe in prossimità dei canali radicali permettendo il passaggio delle venule ed arteriole che rispettivamente fanno defluire il sangue deossigenato con le sostanze di scarto e di rifiuto dai tessuti viventi della camera pulpare e vi convogliano il sangue ricco di sostanze nutritive e di ossigeno.
Al di sotto della radice dentale è presente l'osso alveolare, definito anche trabecolare, nel cui tessuto si incastra il dente fornendo così un piano resistente di attacco e di appoggio. L'unione del dente al tessuto osseo trabecolare è consentita da un altro elemento del parodonto di congiunzione molto robusto chiamato legamento parodontale costituito da tessuto connettivo cartilagineo ialinico che permette il collegamento ed il legame del cemento radicale all'osso alveolare sottostante alla radice dentale. Il cemento radicolare, che è quel sottile e duro strato che riveste la parte esterna della radice dentale, è un tessuto vivo costituito da fibre di collagene racchiuse in una matrice organica, malgrado non contenga al suo interno né nervi né una rete di vasi sanguigni e con il tempo può subire modificazioni ed alterazioni strutturali dato che ha la capacità di riassorbirsi e rigenerarsi autonomamente. Esso è costituito in maggioranza (per il 65 - 70%, più dell'osso 60%) da una fondamentale componente minerale. Il suo ruolo consiste nell'assolvere ad una triplice funzione: 
1. Ad esso si attaccano le fibre del legamento cartilagineo parodontale che permettono dunque alla radice dentale di ancorarsi e di appoggiarsi al tessuto dell'osso trabecolare (oppure alveolare) sottostante. Questa sorta di impalcatura assicura al dente stabilità e una maggiore capacità di opposizione alle forze che lo comprimono durante l'atto della masticazione.
2. Essendo un tessuto molto duro e resistente, offre una protezione alla dentina della parte mediana e terminale della radice dentale (la parte iniziale della radice infatti è costituita da dentina non ricoperta da strati duri e quindi né dallo smalto né dal cemento che inizia a svilupparsi e formarsi in un punto inferiore della parete esterna della radice).
3. Ha il compito di ricostituire parti della radice usurate o danneggiate.